# Jack Roush
Jackson Earnest Roush (Covington, 19 aprile 1942) è un ex pilota automobilistico, imprenditore e dirigente sportivo statunitense fondatore, CEO e co-proprietario della Roush Fenway Racing, un team NASCAR con sede a Concord nel North Carolina ed è presidente del consiglio di amministrazione di Roush Enterprises.
Roush è stato inserito nella International Motorsports Hall of Fame il 27 aprile 2006. Nel 2008 Roush è stato aggiunto alla Michigan Sports Hall of Fame. Nel 2017 è stato anche introdotto alla 
Automotive Hall of Fame. Il 23 maggio 2018 Roush è stato selezionato per essere la NASCAR Hall of Fame 2019. Roush è stato anche inserito nella EAA Warbirds of America Hall of Fame l'8 novembre 2018.